# Júlia Dudášová-Kriššáková
Júlia Dudášová-Kriššáková (ur. 12 marca 1945 w Zdziarze) – słowacka językoznawczyni, slawistka. Zajmuje się dialektologią słowiańską i rozwojem języków słowiańskich.

## Życiorys
Studiowała słowacystykę i rusycystykę na Uniwersytecie Pavla Jozefa Šafárika. Odbyła staż zagraniczny na Leningradzkim Uniwersytecie Państwowym (1967/1968) oraz pobyt studyjny na praskim Uniwersytecie Karola. W 1983 r. uzyskała stopień kandydata nauk. W 1992 r. została mianowana docentem na Uniwersytecie Pavla Jozefa Šafárika, a w 2002 r. – profesorem na Uniwersytecie Preszowskim. W 2011 r. uzyskała stopień doktora nauk.
Od 1997 r. jest członkinią Słowackiego Komitetu Slawistów Słowackiej Akademii Nauk. Od 2003 r. należy do rady redakcyjnej czasopisma „Slavica Slovaca”. Jest także członkinią Słowackiego Towarzystwa Językoznawczego przy Słowackiej Akademii Nauk. W 2015 r. została uhonorowana Złotym Medalem Uniwersytetu Preszowskiego za całokształt dorobku i wybitne zasługi na rzecz rozwoju Uniwersytetu Preszowskiego.

## Wybrana twórczość
- Goralské nárečia (Odraz slovensko-poľských jazykových kontaktov na fonologickej rovine) (1993)
- Fonologický systém spisovnej slovenčiny a poľštiny z typologického hľadiska (1999)
- Fonologický systém slovanských jazykov z typologického hľadiska (2014)
- Goralské nárečia z pohľadu súčasnej slovenskej jazykovedy (2016)